# Tawan Kaewkam
Tawan Kaewkam (* 30. September 1999) ist ein thailändischer Leichtathlet, der sich auf den Hochsprung spezialisiert hat und in dieser Disziplin Inhaber des Landesrekordes ist.

## Sportliche Laufbahn
Erste internationale Erfahrungen sammelte Tawan Kaewkam im Jahr 2019, als er bei den Südostasienspielen in Capas mit übersprungenen 2,15 m die Bronzemedaille hinter den Malaysiern Lee Hup Wei und Nauraj Singh Randhawa gewann. Auch 2022 gewann er bei den Südostasienspielen in Hanoi mit 2,18 m die Bronzemedaille, diesmal hinter seinem Landsmann Kobsit Sittichai und Nauraj Singh Randhawa aus Malaysia und im Jahr darauf siegte er mit neuem Spielerekord von 2,27 m bei den Südostasienspielen in Phnom Penh. Anschließend sicherte er sich bei den Asienmeisterschaften in Bangkok mit 2,26 m die Bronzemedaille hinter dem Südkoreaner Woo Sang-hyeok und Sarvesh Anil Kushare aus Indien. Im August gelangte er bei den World University Games in Chengdu mit 2,15 m auf Rang elf und im Oktober belegte er bei den Asienspielen in Hangzhou mit 2,26 m den fünften Platz. 2025 gewann er bei den Asienmeisterschaften in Gumi mit 2,23 m erneut die Bronzemedaille, diesmal hinter dem Südkoreaner Woo und Tomohiro Shinno aus Japan.
In den Jahren 2020 und 2021 wurde Tawan thailändischer Meister im Hochsprung.